# Canal de Aragón y Cataluña
El canal de Aragón y Cataluña (en catalán canal d'Aragó i Catalunya), llamado inicialmente de Tamarite de Litera, es una obra hidráulica inaugurada en 1906 cuya superficie de riego alcanza las 104.850 ha, repartidas entre las provincias de Huesca y de Lérida. Se trata de la segunda mayor zona regable de la cuenca del Ebro y una de las mayores de toda España. Se alimenta principalmente de las aguas del río Ésera, tomadas del embalse de Joaquín Costa, también llamado de Barasona, y tiene una longitud de 124 km. Está gestionado por la Confederación Hidrográfica del Ebro junto con la Comunidad General de Regantes del Canal de Aragón y Cataluña.

## Historia

### Antecedentes
Tradicionalmente se ha considerado que la primera idea para derivar las aguas de los ríos Cinca y Ésera tuvo su origen en el emperador Carlos I cuando atravesó las tierras de la Litera en 1518, aunque realmente no hay ninguna prueba documental del paso real por dicha comarca en ese año. 
Las primeras documentaciones conservadas datan del siglo XVIII: por un lado, un poder notarial de 1772 que permitía al Concejo de Binéfar solicitar licencia y permiso para conducir el agua del río Ésera a la comarca y, por otro, el estudio que solicitaron los vecinos de Tamarite de Litera en 1782 para la construcción de una acequia de riego que, tomando sus aguas en el río Ésera, evitara la miseria que la sequía provocaba en sus habitantes, evitando su emigración. A consecuencia de este último, el Consejo Real ordenó al arquitecto Manuel Inchauste un informe, fechado en junio de 1783, del que se deducía la gran utilidad de la infraestructura, aunque no llegó a concretarse ninguna actuación.
En 1802 volvió a retomarse la idea, y por Real Orden, se dispuso el levantamiento de los planos del canal, encargando este trabajo a los arquitectos Manuel Inchauste y Francisco Rocha, quien realizó un proyecto completo en 1806.
La reina regente María Cristina, en nombre de la reina Isabel II, concedió en 1834 la facultad de construir el canal a una compañía privada, la Real Compañía del Canal de Tamarite de Litera. Se iniciaba así una etapa, que duró más de medio siglo, en la que se sucedieron diversas concesiones a la iniciativa privada, que se mostró incapaz de llevar a término la obra. La concesión de 1876, otorgada a un grupo de propietarios de la zona, llevaba implícito el cambio de nombre del canal, que pasó a llamarse, a partir de entonces, de Aragón y Cataluña.

### Construcción del canal por cuenta del Estado
Ante la falta de avances, en 1889 se celebró un mitin en Tamarite de Litera en el que alcaldes, propietarios y labradores de la zona, junto a representantes de las diputaciones de Huesca, Zaragoza y Lérida, debatieron la conveniencia de que fuera el Estado el que acometiera la obra y a partir de ese momento, todos los encuentros y asambleas celebrados sobre esta cuestión se centraron en esa reclamación. También en ese sentido se manifestó el gran defensor de la Política Hidráulica, Joaquín Costa, que en otro mitin celebrado en 1892 también en Tamarite, defendió que, o se hacía cargo el Estado de las obras, o se prefería el secano, negándose a la idea de que las aguas fueran de propiedad particular. 
La presión de los habitantes de la zona regable fue intensa y se materializó en una serie de mítines celebrados en 1896 en Tamarite (6 de mayo), Lérida (14 de mayo) y Binéfar (9 de agosto). A este último acudieron unas 10.000 personas y en él se nombró una comisión formada por alcaldes de la zona, obispos y diputados y senadores de los distintos partidos políticos. Esta comisión, que llegó a Madrid el día 18, consiguió en apenas una semana que el Proyecto de Ley fuera presentado en Cortes, que hubiera sido dictaminado por las Comisiones Especial y de Presupuesto, y que fuera aprobado por el Senado el día 26 de agosto. La Ley fue sancionada y publicada con fecha 5 de septiembre y las obras comenzaron el 23 de octubre.

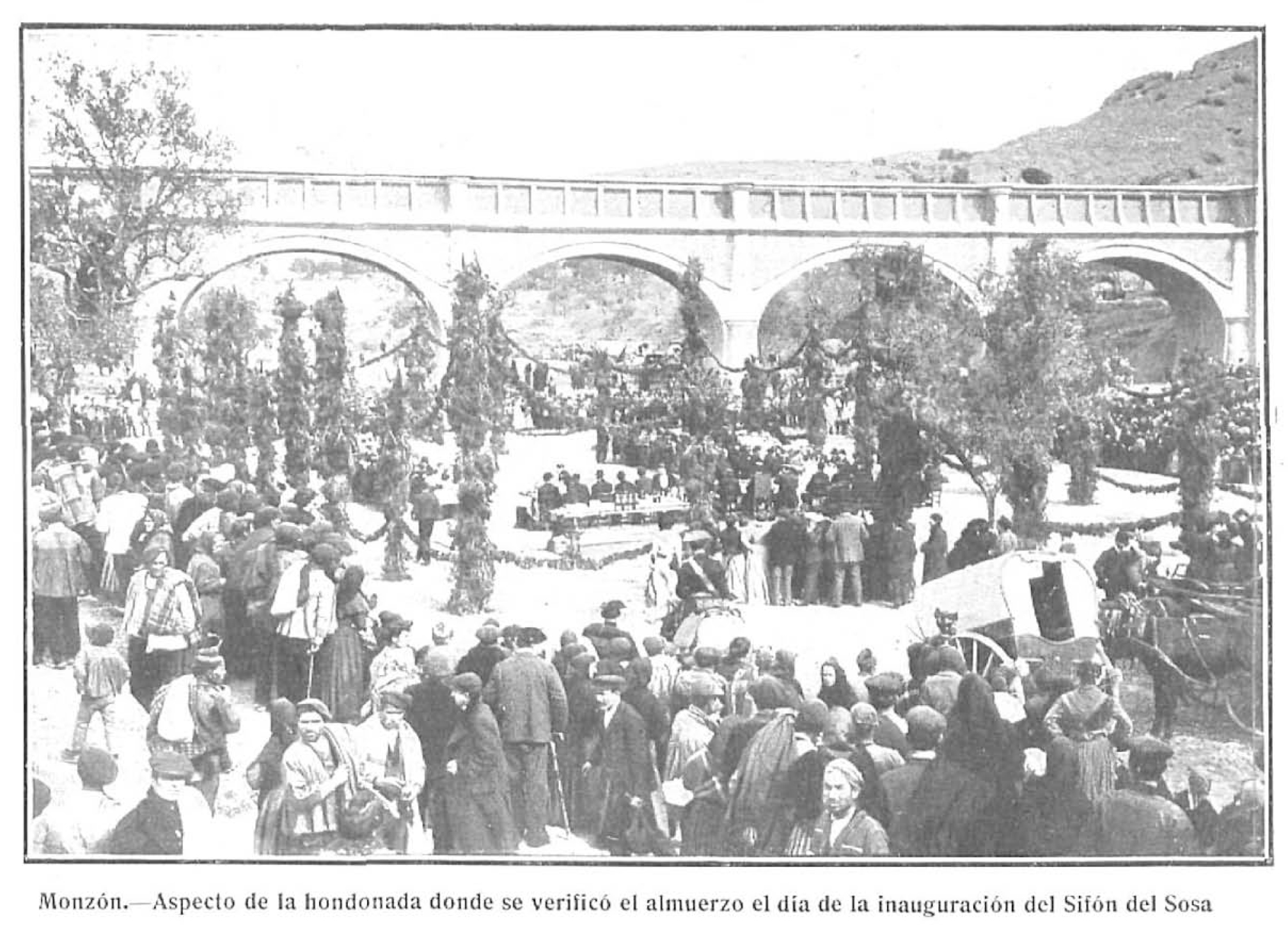
Día de la inauguración del canal por Alfonso XIII fotografiado por Campúa

El canal de Aragón y Cataluña fue inaugurado el 2 de marzo de 1906 por el rey Alfonso XIII, aunque no sería hasta cuatro años más tarde cuando se diera por concluida la obra en toda su longitud.

### Infraestructuras posteriores
El canal se había diseñado para garantizar la cosecha de cereales, pero los cultivos intensivos que demandaban los nuevos tiempos necesitaban caudales más seguros y suficientes. Para conseguirlo, se construyó el embalse de Barasona, actualmente llamado de Joaquín Costa, que entró en funcionamiento en 1931, permitiendo un mejor aprovechamiento del irregular caudal del río Ésera. 

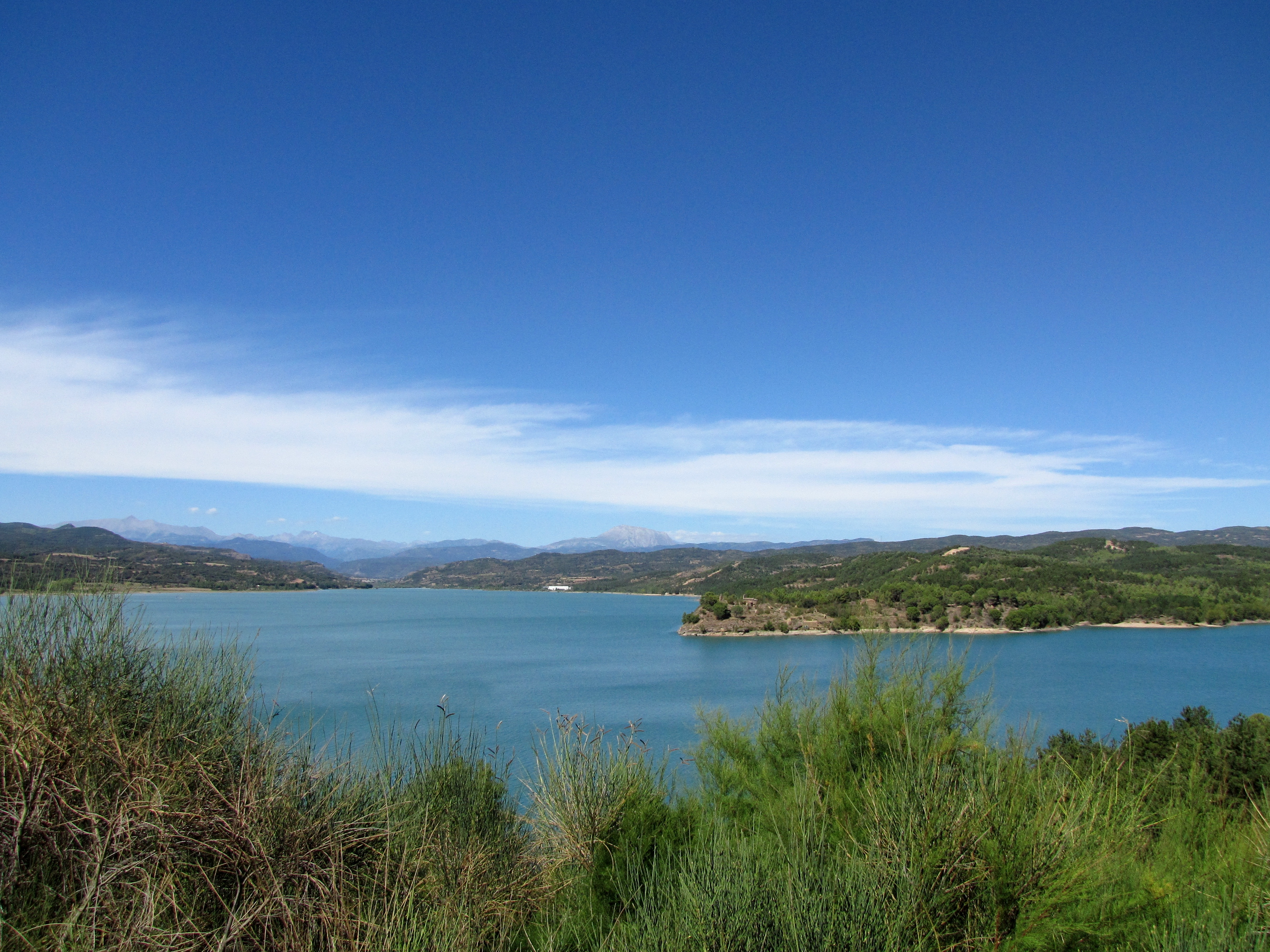
Embalse de Joaquín Costa

Tras la construcción en 1961 del embalse de Santa Ana, en el río Noguera Ribagorzana, y a través del canal de Enlace, se pudo completar y asegurar el suministro de agua del canal de Aragón y Cataluña, permitiendo una intensificación de los cultivos.

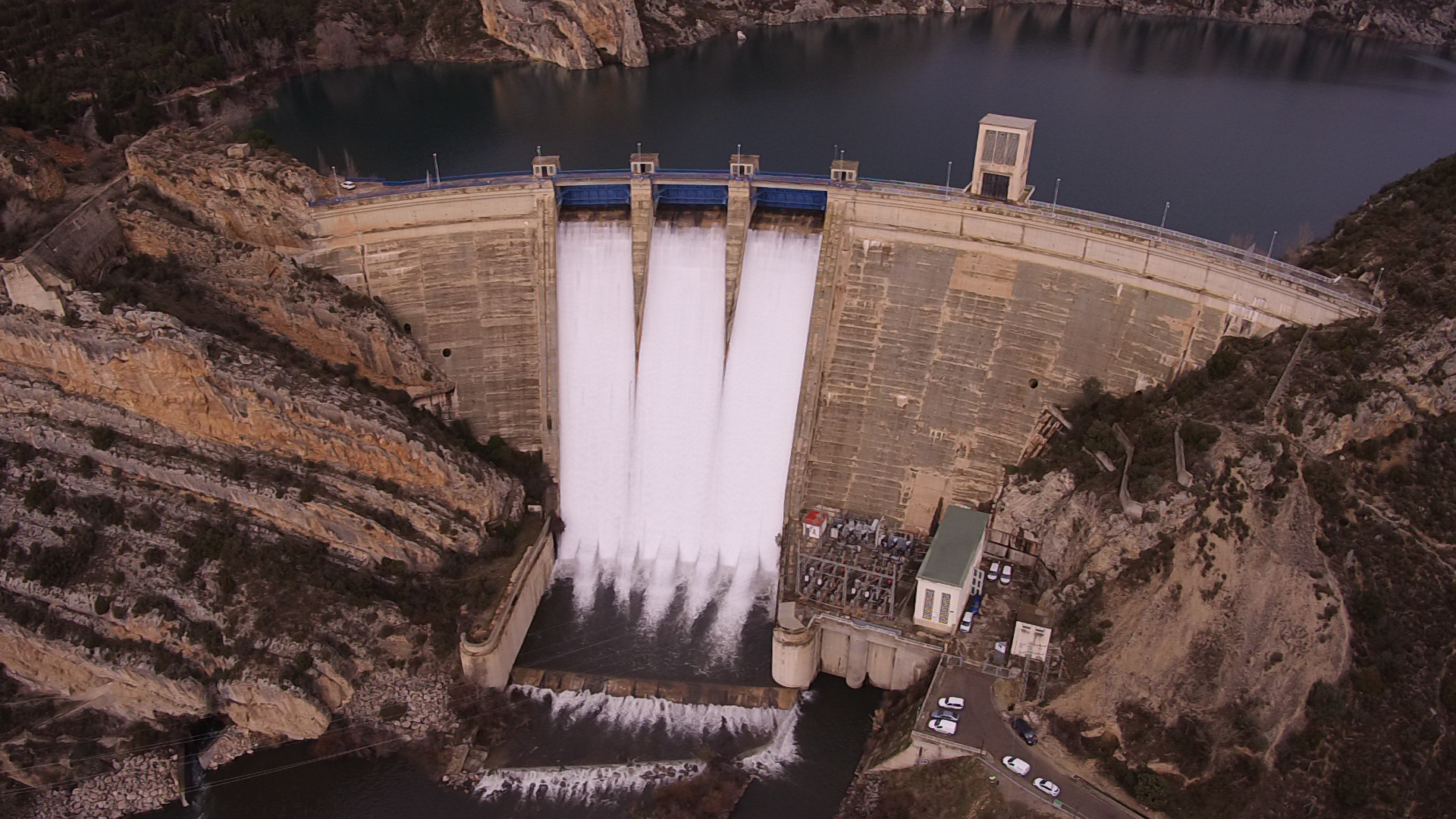
Presa del embalse de Santa Ana

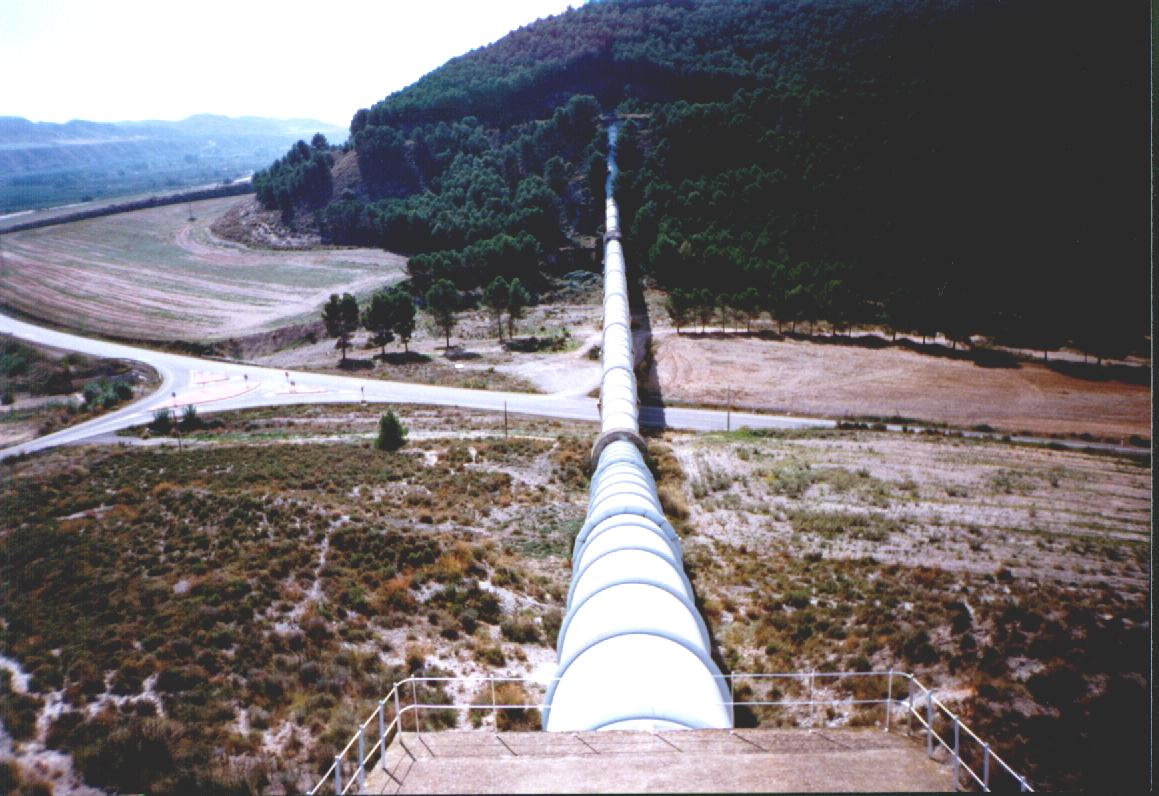
Sifón de Castillonroy, obra singular del canal de Enlace.

Por otra parte, la puesta en marcha del embalse de San Salvador, inaugurado en 2015 y construido dentro de la propia área regable, ha conseguido mejorar todavía más la dotación de agua del sistema.

## Datos técnicos
El canal toma caudales en el embalse de Joaquín Costa, también conocido como de Barasona, aguas abajo de la localidad de Graus. Salvo las obras singulares como túneles, acueductos o sifones, está construido de forma telescópica, en sección trapecial, con anchuras máximas de hasta 15 m que van reduciéndose según se van liberando caudales.
La red principal está constituida por dicho canal más las acequias que se derivan de él a lo largo de sus 124 km de recorrido, entre las que destaca el canal de Zaidín, de 47 km de longitud.
| Canal Principal          | 123,82 km |
| Acequia de San Sebastián | 9,99 km   |
| Acequia de Olriols       | 23,00 km  |
| Acequia de La Mola       | 14,65 km  |
| Acequia de La Magdalena  | 8,75 km   |
| Acequia de Alguaire      | 8,36 km   |
| Acequia de Almacelles    | 2,76 km   |
| Acequia de Alpicat       | 10,03 km  |
| Acequia de Valmanyá      | 15,08 km  |
| Acequia de Soses         | 3,64 km   |
| Acequia de Monreal       | 9,50 km   |
| Canal de Zaidín          | 47,44 km  |
| Acequia de Valcarca      | 10,33 km  |
| Acequia de Ripol         | 10,53 km  |
| Acequia de Esplús        | 11,48 km  |

De la red principal se deriva la red secundaria, tutelada por las 132 Comunidades de Regantes de Base, agrupadas en la Comunidad General de Regantes del Canal de Aragón y Cataluña, cuya sede se encuentra en la localidad oscense de Binéfar.
Por otra parte, el canal principal también recibe caudales de la cuenca del Noguera Ribagorzana, procedentes del embalse de Santa Ana. Esta aportación se realiza a través del canal de Enlace, situado en el lugar denominado Coll de Foix, en el punto kilométrico 67. Este canal tiene una longitud  de 5,8 km, de los cuales 3,6 son en túnel, con un caudal de diseño de 26,1 m³/s.
El caudal en origen del canal de Aragón y Cataluña es de 36 m³/s, reduciéndose  paulatinamente a lo largo del recorrido. Su derivación principal, el canal de Zaidín, tiene un caudal en origen de 15 m³/s.
Para conseguir una mayor flexibilidad de explotación, el sistema cuenta con multitud de balsas pertenecientes a particulares y comunidades de regantes, además del embalse de San Salvador. Este ocupa una superficie de más de 1.000 ha pertenecientes a los términos municipales de Albalate de Cinca, donde se encuentra la presa, Belver de Cinca y Binaced. Los caudales son aportados por el canal de Zaidín, con el objetivo de poder almacenar los excedentes de invierno y primavera del embalse de Joaquín Costa.

## Zona regable
La superficie concesional regable es de 104.850 ha (64.000 en la provincia de Huesca y 41.000 en la de Lérida), aunque la superficie cultivada irrigada de forma efectiva es de poco más de 98.000 ha. Estas están subdivididas en dos zonas: la Zona Alta, de 54.000 ha, comprendida entre el origen del canal y el canal de Enlace, y la Zona Baja, de 44.000 ha, desde el mencionado canal de Enlace hasta su desagüe en la Clamor Amarga.
Su zona de influencia la componen, en la provincia de Huesca, los ayuntamientos de Albalate de Cinca, Albelda, Alcampell, Almunia de San Juan, Altorricón, Belver de Cinca, Binaced, Binéfar, Esplús, Estada, Estadilla, Fonz, Fraga, Monzón, Osso de Cinca, Pueyo de Santa Cruz, San Esteban de Litera, Tamarite de Litera, Vencillón y Zaidín. 
En la provincia de Lérida, los municipios que tienen sus tierras cultivadas total o parcialmente irrigadas por esta infraestructura son: Aitona, Alcarrás, Alfarrás, Alguaire, Almacellas, Almenar, Alpicat, Gimenells i el Pla de la Font, Lérida (Suchs y Raimat), Masalcorreig, Roselló, Serós, Soses, Torrefarrera, Torres de Segre y Vilanova de Segriá.

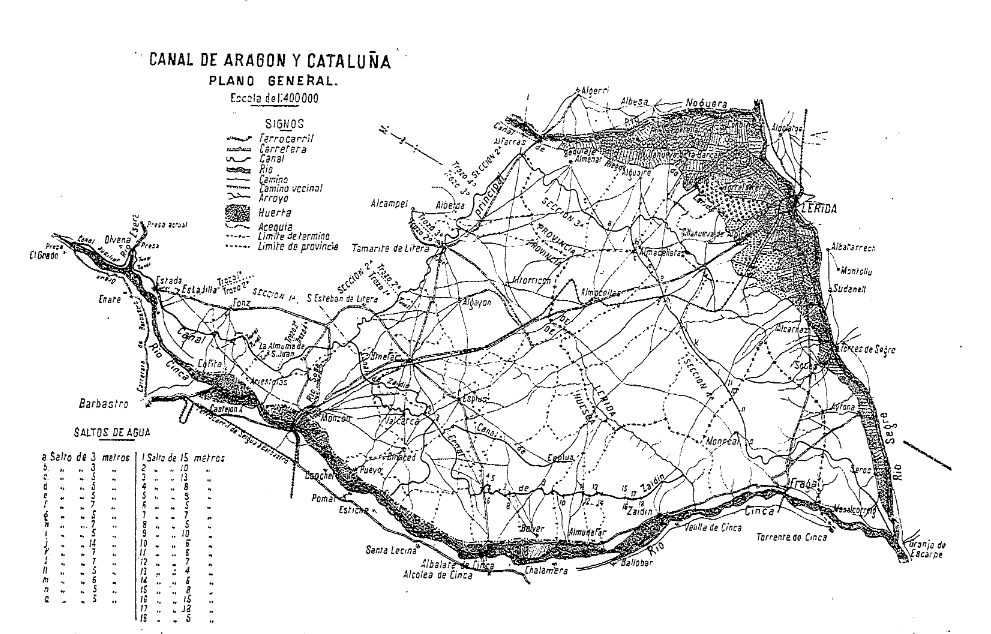
Plano del canal de Aragón y Cataluña en 1906

A ellos habría que añadir 17 urbanizaciones y entidades menores, establecimientos industriales y de servicios y miles de explotaciones agrícolas y ganaderas a lo largo de todo el territorio.
Es innegable la influencia que el canal de Aragón y Cataluña ha tenido en el impulso económico de esta amplia zona, ya que alrededor de él se ha desarrollado un moderno sector agrario y una importante ganadería industrial, lo que ha provocado también la aparición de un buen número de industrias agroalimentarias. Este desarrollo económico se ha traducido en una trayectoria demográfica expansiva en el conjunto de su zona de influencia, aunque no todos los municipios han contado con un balance positivo.
Hay que señalar también que el canal de Aragón y Cataluña posibilitó el nacimiento de nuevos núcleos de población gracias a la acción del Instituto Nacional de Colonización (Gimenells, el Pla de la Font y Suchs, en la provincia de Lérida, y Vencillón, en la de Huesca).

## Obras singulares
La necesidad de salvar los desniveles que presentaba el terreno obligó a la construcción de túneles, sifones y acueductos, algunos de los cuales se convirtieron en obras muy innovadoras por el uso del hormigón armado, por lo que su descripción aparece en todos los manuales de ingeniería e hidráulica de la época.
- Sifón del Sosa. Se trata de un puente de cinco grandes arcos escarzanos, de 180 m de longitud y 11 m de altura, sobre el cual el caudal del canal discurre por el interior de dos gruesos tubos de hormigón armado de 3,80 m de diámetro.[5] En el momento de su construcción era el sifón más grande del mundo.

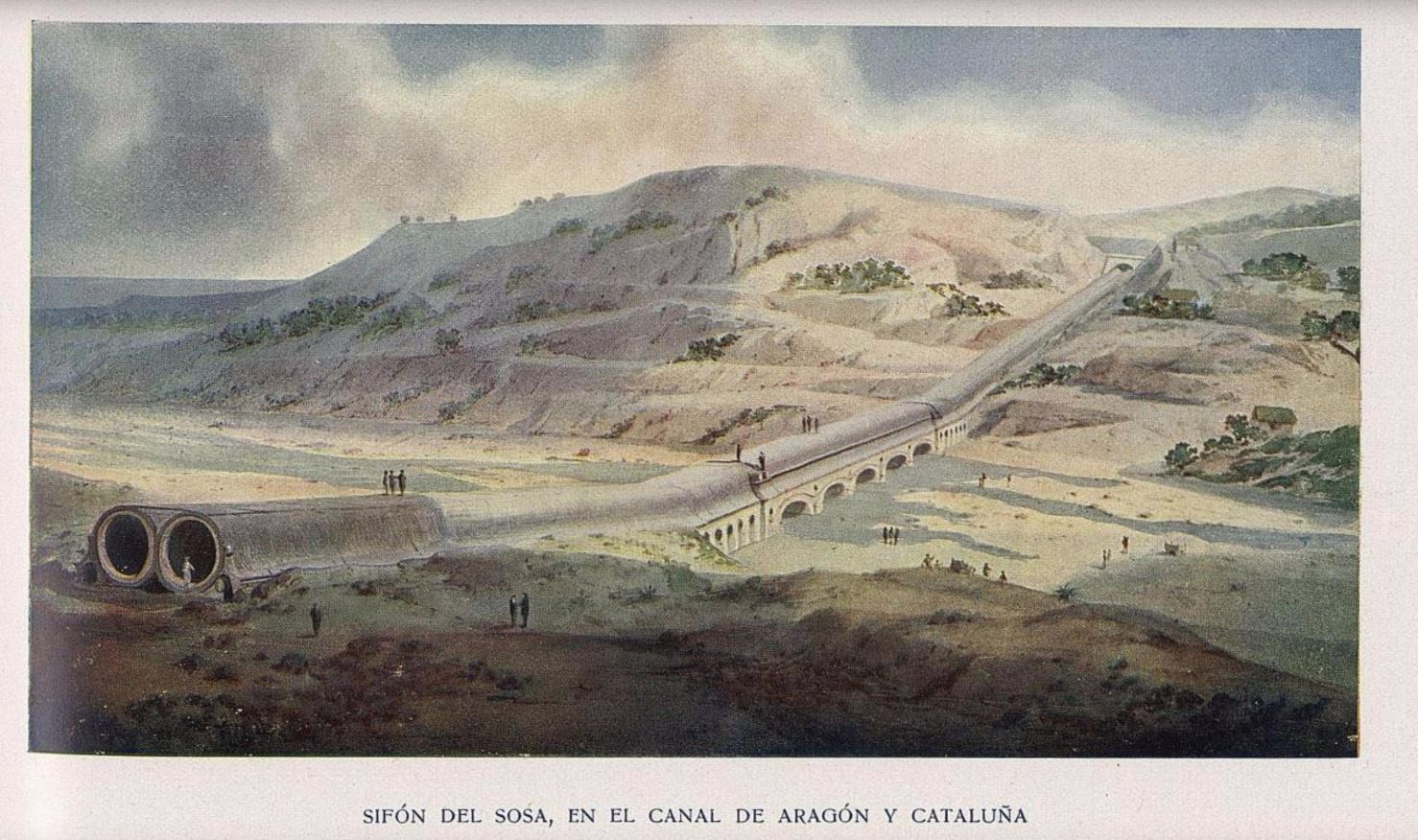
Sifón del Sosa según un dibujo del catálogo de José Eugenio Ribera

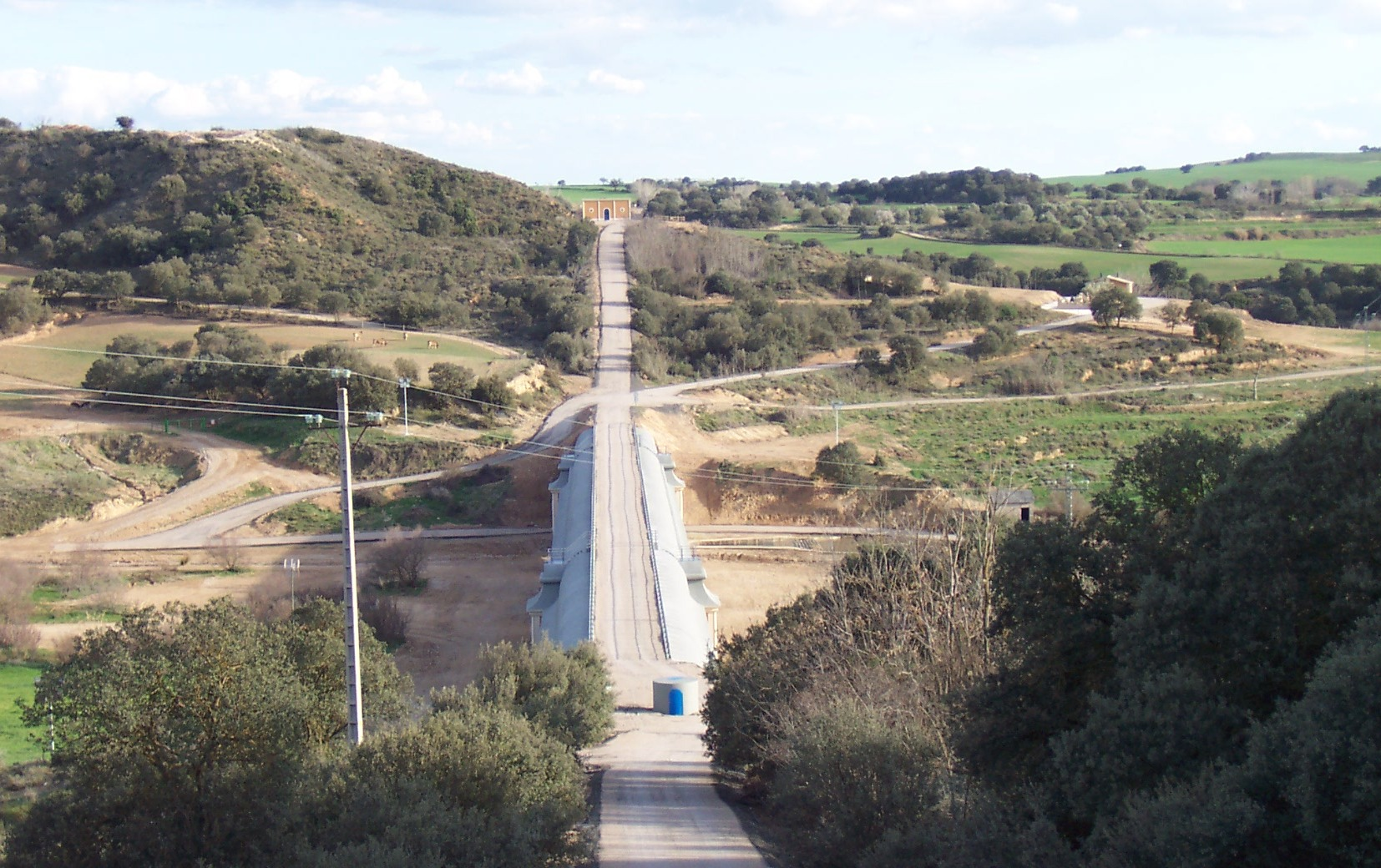
Sifón del Sosa

- Sifón de Albelda. Cuando entró en funcionamiento, era la tubería forzada de mayor longitud y presión del mundo. Consta de un tubo de hormigón armado de 4 m de diámetro interior y 720 m de longitud.

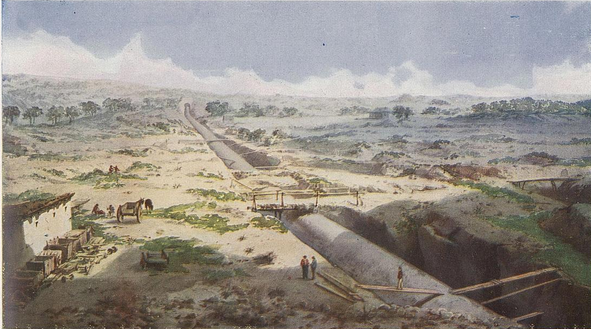
Sifón de Albelda en un dibujo del catálogo de José Eugenio Ribera

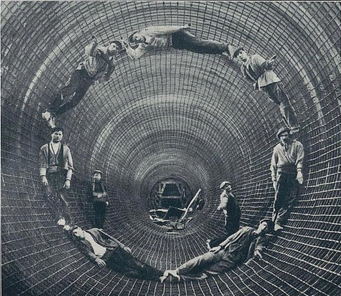
Interior de un tubo del Sifón de Albelda

- Acueducto de Perera, sobre la carretera A-133 a la altura de San Esteban de Litera. Fue diseñado por el ingeniero Rafael L.Sandino y construido en hormigón. Tiene 120 m de longitud y está formado por un cuerpo de cinco bóvedas de gran amplitud en arco parabólico bordeadas por un marco continuo que confiere elegancia al conjunto.[6]

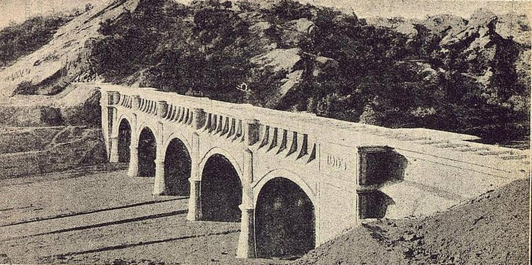
Acueducto de Perera, fotografía tomada en 1914